# 綾崎颯
綾崎颯（日语：／ Ayasaki Hayate），為日本漫畫家畑健二郎原作漫畫《旋風管家》中登場的的主角和核心角色。名字之所以叫「颯」是因為其父想他成為「能像疾風般地從討債者那邊逃走的強壯的孩子」。

## 經歷
綾崎家的次男。綾崎颯的父親（綾崎瞬）、母親、哥哥（綾崎戰）現在下落不明。在小時候開始，颯的父母都喜歡賭博、處於無業狀況，因此颯為了生活費及學費等費用，便虛報年齡打工，因此雖然年紀輕輕，社會歷練卻十分豐富。
在2004年聖誕節前夕（動畫版為200X年），由於他的父母欠下1億5680萬4000日圓（156,804,000），他們就將他的器官賣給了黑社會（學館組），而颯身上只有12日元，因此颯在逃亡之中下了一個決定，就是綁架在公園中的一名少女三千院凪。由於凪誤會他向自己告白，而後來凪被壞人擄走時，被颯所救，所以凪決定聘請颯做她的管家，並代他還了所有欠債，要他在三千院家當管家還債，估計他需要工作40年才可還清。
原本是一邊自己賺學費，一邊在都立潮見高校上學，不過父母隨便地幫他辦理退學手續並拿走剩下的學費。當颯做了管家後，接受了白皇學院高等部的入學考試，卻因為當日被桂雪路不斷干擾，以1分之差不合格（古拉斯提及白皇學院高等部的入學試以65分或以上為合格，颯只差1分，即64分）。雪路想掩飾，但是紙不能包火，最終還是讓他知道。這事件曾讓她內疚，但是已經無法補救。最終，綾崎颯使用瑪利亞的推薦書，才取得入學資格。不過事實上也是因為他和學校理事長─天王州雅典娜是舊識的關係(他當時不知道雅典娜是理事長)與凪、學生會3人組 等同班，被編入至1年7組，班主任是桂雪路。2年級時，與凪、學生會3人組、桂雛菊、鷺之宮伊澄等人被編入同一班，學號為20號，而班主任也是桂雪路。是動畫研究部的會員。
年幼時的某個聖誕節遇上了打扮成聖誕老人的三千院帝，本意是尋找心中對社會抱有怨恨的人的帝在見到綾崎的經歷和以及其對此無怨無恨的純樸心性感染，將一片王玉贈予颯，成為了他在一段時間後誤闖了王城的契機。颯在王城中遇上了天王州雅典娜並成就了他的初戀，並在一段時間內擔任王城的管家，在故事初剛就職時就展現了出嫻熟的管家技能亦是因為如此。而颯也在那時被雅典娜改造了身體，為後來鍛煉成超人的身體能力打下基礎。後來由於兩人對颯的父母的意見差異發生衝突，因此而情緒低落的颯在遇到了哥哥綾崎戰之後向對方哭訴，並且把王玉轉交給戰，後者後來進入了王城並把雅典娜救出，而颯則因無法再進入王城而未有再和雅典娜見面。

### 工作
綾崎颯在三千院家當一個管家前，曾經工作於下列職位：
- 遠洋漁業
- 道路維修工人
- 漫畫家（投稿漫畫獎拿獎金）
- 便利店售貨員
- 單車快遞員（號稱是業界最快）
- 麻將「代打」[13][14]－13歲
- 撞球「台主」
- 畫商（4歲時協助父親販賣贗品，但因為當時年紀太小不知道是犯罪，卻也培養出一眼看出真偽的絕技）[15]
- 天王州雅典娜的管家

## 人物介紹
性格溫柔敦厚，彬彬有禮，小時候十分容易哭，但同時由於自小就做盡各種體力勞動工作，就鍛鍊出超越常人的強健身體，又被稱為「GUNDAM」轉世。
做成現在的性格及能力也是拜小雅的「教育」做成（請見漫畫第17卷第6話或漫畫183話）。因此現在認為與女性交往是一定要有強大的溫柔及要令女性一定都不會受金錢方面不會受苦的能力，不過是個木頭人對感情很遲鈍。
曾將300公斤的老虎（球球）過肩摔，與手持日本刀的數十人對戰亦可全身而退，加上其他數之不盡的經歷。
原本身體並不是十分強壯，是經過雅典娜用其的力量在王城激發了他體內的潛能（請見漫畫17卷第3話或漫畫180話）。
在日文版中，除了球球、白野威等動物之外，和其他人對話的時候，都是用叮寧語或敬語。
之前與西澤步就讀都立潮見高校，後來與三千院凪一同就讀白皇學院高等部1年級（1年7組），在前都立潮見的讀書成績普通以上，但在白皇的成績相對於其他人卻很不妙。
身為男性卻擁有少女的長相，曾被三千院凪強迫穿上女裝，吸引了不少男性的目光（另見女裝綾崎颯一節）。
據伊澄的母親初穗透露，颯的樣貌像凪的母親紫子，而凪也曾經誤把颯當作成紫子。
綾崎颯擁有非常不幸的人生，經常卷入不幸的事件，亦被人稱呼他有「貧窮相」，身上一持有貴重物件就不會有好結果。
小時候在和雅典娜說話時說2LDK就讓自己失神（請見漫畫179話）。而小學時的夢想是擁有3LDK（指有三間臥室，以及飯廳、廚房的住宅）。
對於相機是有很深的認識（請見單行本17卷第1話）。
他在前往三千院帝的家時，曾經被他人誤會為可疑人物，後來得知三千院凪是三千院家的遺產唯一繼承人。因為許多人都謀着三千院的家產，因此她的生命時常被狙擊，而保護三千院凪便是綾崎颯的主要任務。
後來隨著小凪失去遺產被三千院帝趕出三千院家，而尋找房子之餘，克勞斯便將他生前紫子給他的公寓「紫之館」讓給了他和小凪，從此亦成為整個紫之館的管家，除了和往常一樣照顧小凪以外也會為其他房客服務。
現在住在紫之館的閣樓。（請見漫畫第360話）
目前的作息是早上五點起床做早餐，七點半叫小凪起床準備上學（雖然她會賴床到八點半或直接翹課繼續睡）到下午四點半回家，有排打工的那天則到七點半，晚上十一點準備隔天要做的早餐和便當，工作結束之後念書念到四點才睡，五點馬上又起床，一天之內只睡一個小時（請見漫畫303話）。
但是，自從漫畫第323話中接受了琉加和其經理人的拜託，在漫畫323話開始對琉加進行健康管理，現在早上四點準備琉加及其他紫之館租客的早餐，早上五點當雛菊開始跑步時，去琉加的住宿送早餐及便當，七點就為千櫻送上早餐，八點就和小凪一起上學，十點就打電話給琉加問吃了早餐未，之後下午三點就會被泉、美希及理沙拉去參加社團活動，三點就送大小姐回家，四點就準備準備琉加及其他紫之館租客的晚餐，之後到六點為止也是在打工，其後八點當小凪吃完晚餐後就會把點心送去小凪的房間，十一點時就準備早餐用的材料，之後到念書念到兩點才睡，四點馬上又起床。
平時是個相當纖細的人，但是由於不擅長應付女孩子，因此當面對女孩子的時候整個人在言行上就常常會有粗枝大葉的行為發生，甚至因此踩到他人的地雷，另外也是有鬼畜的一面（請見漫畫第358話）。
對於戀愛是相當於遲鈍的，不知道身邊的人對自己的好感，只是拍過一次拖（是和小雅），因為對於自己曾傷害過小雅，所以就封閉自己戀愛的心。
在原作中千櫻曾問小颯如果有人對你告白會如何回答，之後小颯猶豫了一下回答「能否進入同一座墳墓為前提來交往」，疑似是跟自身的債務有關。
初吻的對象是雅典娜（請見漫畫179話），此外小時候因不懂事而經常和雅典娜接吻（有時會變為熱吻），接吻約580次（請見漫畫383話），此外也在小時候和泉接吻過，而在漫畫383話中也和琉加接吻過。

## 能力與技術
由於有豐富的工作經驗，綾崎颯被三千院凪形容為一個經驗豐富的人，他能把單車加速至二百公里每小時（200 km/h），也曾經得到「漫畫新人獎」。
他家事能力超群，料理、洗衣、打掃、清潔樣樣皆能，部分是由雅典娜教他的。

## 外貌
特點是娃娃臉，瀨川泉曾經說他有女子的身體。帶藍灰色頭髮（動畫略藍）。皮膚十分之嫩(請見漫畫325話)。

### 服裝
經常穿管家服，除了少數情況，包括在「RADICAL DREAMERS」 及參觀「凪凪樂園」，便會穿便服。
除此之外，他也穿上模仿貓或戴上兔耳的女裝（被三千院凪強迫的，單行本9第七話至第十一話除外，另見女裝綾崎颯一節）。

## 女裝綾崎颯
事實上，綾崎颯亦擁有女性化的一面。他曾被三千院凪以合身為由強迫穿上女裝，最後穿上模仿貓的女裝，並吸引了球球與克勞夫的目光。
除此之外，三千院凪在由米克諾斯島前往雅典期間，以在「國王遊戲」中當了「國王」為由，要求朝風理沙和瑪利亞再次強迫綾崎颯穿上女裝，最後了穿上戴上兔耳的女裝。
住進紫之館之後的某天的同人誌銷售會，被虎鐵穿上女僕裝，之後因緣際會下遇見了偶像歌手水蓮寺琉加；後來小凪為了同人誌的對決想到靈感而要小颯穿上西澤步的服裝，後來又因為這身裝扮遇上和千櫻有約的琉加，使得琉加有一段時間不知道小颯的真實性別。由於琉加不擅長應對謊言，而當她在場的情況下只好對其他女性(瑪莉亞跟小凪)表現成自己有女裝癖。

### 綾崎妙麗
綾崎妙麗）於白皇學院的傳統活動之一「雛節（ヒナ祭り祭り）」中因為人偶師的詛咒穿上女裝時被瀨川泉的哥哥虎鐵看到，情況危急之下說的，可是已被瀨川泉識破了他的真正身分，也指妙麗（綾崎颯）與她有相同的特殊喜好（被虐待）。
除此之外，綾崎颯在動畫第一季第36集（原創集數），同樣出現綾崎妙麗的自稱。

## 必殺技
由於「一流管家一定有必殺技」，自己領悟而成必殺技—「疾風一擊」，威力強大，但使用過後會全身受傷，而且產生的風會吹起身旁女性的裙子。

## 人際關係
因為他擁有優異的能力和性格，所以不少女性都對他抱有好感（第272回），本身喜歡比較成熟的女性，對瑪利亞與雛菊有好感，後來在239話他知道自己喜歡的人還是雅典娜（小雅），但自己還是對自己喜歡的人是誰抱有懷疑。在去到紫之館生活之後，在當地的婦女身邊變得十分受歡迎(漫畫第371回)。
- 三千院凪
  - 他當凪是他的恩人、妹妹等，西澤第一次對他告白時凪是他最掛念在心的人，但他並沒有明確把凪當作異性的感覺，凪卻因為誤會而認為他們是相愛的一對。不過經歷了種種事件之後，像是下田溫泉的回憶之旅，以及雅典行時小凪察覺他正為王玉所苦而銷毀並希望由小颯保護他之後，兩人之間的主僕關係反而更深厚。故事發展二人的關係便越不像情侶。[27]
- 瑪利亞
  - 瑪利亞經常在身旁支持他，每當有困難時總是得到她的安慰，他亦喜歡比較成熟的女性，令兩人在無意識之間加深了不少的感情。兩人也因為一些事情搞得關係有些複雜。反正瑪利亞也沒有戀愛經驗，二人的暖昧越加越深。在單行本18中，由於被小凪安排去約會（為了漫畫），之後瑪莉亞便更在意小颯了。不過由於小颯對女生太過遲鈍的緣故，也不少次踩到瑪莉亞的地雷過。不過在設定集中則證實，瑪利亞是颯的同父異母姊姊。
- 桂雛菊
  - 在小颯替小凪送便當的時候認識，雛菊便帶他到鐘塔上參觀風景。而小颯曾經因為小凪的緣故暫時住在雛菊家兩天，雛菊在此得知與他有相同的遭遇，都是父母因為債務遺棄了他們，所以覺得他與自己比較親近，加上在多次不同事件上的互相幫助，開始對他產生不少戀愛的感情，在雛菊生日當天晚上，這份感情得到了確認。同時她的成熟形象亦吸引了颯的注意，對她有不少的好感，但由於雛菊的的個性使颯認為雛菊討厭他，所以颯也對她畏懼不少。現在雛菊喜歡他，被西澤步問到為何喜歡颯，雛菊回答說是一見鍾情。在239話被颯的一句：「天王州小姐是我喜歡的人」，消去原本想告白的想法，原本想放棄，不過後來被姊姊和步鼓勵。得知小颯與雅典娜分手的時候似乎還是沒有放棄對她的感情。
- 西澤步
  - 以前小颯的同班同學。第一次和小颯見面是當時在某個斜坡騎腳踏車時煞車失靈時整個人在空中被小颯抱住，小颯對她說腳踏車要好好保養（後來又上演一次，只是結果換成連人帶車輾過小颯的臉上），之後被編到同一班。此後西澤單方面對他抱有戀愛的感情，第一次告白被小颯拒絕，第二次則叫他保留答覆，希望保持現狀等待機會，而小颯雖然一度認為如果他沒有被父母賣掉而繼續在潮見高中生活，則小步可能會是他考慮交往的對象，但目前暫時對她沒有戀愛的感情。不過隨著一些事情的緣故，雙方都有點在意彼此。小步在米克諾斯島幫小颯從修女手中保住王玉後也吻了他的臉頰。
- 鷺之宮伊澄
  - 因為颯與她喜歡的英雄「秋塚先生」相似而喜歡他，希望他能夠成為自己的英雄，但明白凪非常喜歡他，他亦只是凪的英雄，就繼續支持他們。在及後的篇章中多次與颯合作抗敵。
- 愛澤咲夜
  - 當初，她只是要颯成為她的相聲拍檔[28]，但後來因為一時激動在浴室內將胸部壓上他的身上，感到害羞而臉紅，自此以後就對他有些微的戀愛感覺。在生日當天曾經提出希望能叫小颯「小颯哥哥」，後來要因為要找小凪之後就不了了之。
- 瀨川泉
  - 她對颯有著朋友的感覺，亦不時會作弄他，稱呼他為「颯太」，對他亦有不少的信賴，在漫畫第16集被美希跟理沙嘲諷似的說出颯對泉有意思，所以對他有微妙的感覺。小時候曾吻颯，並承諾長大後做颯新娘，以作為救了她的謝禮[5]。雖然在米克諾斯篇有隱約想起，不過她並沒有確任那個人就是小颯。白皇學生會3人組之一[4]。
- 花菱美希
  - 她對颯有著朋友的感覺，模仿泉而叫他為「颯太」，對他的生平有仔細的調查。由於對雛菊有好感，所以她對他與雛菊之間的關係有所拉近，而感到少許的不滿。白皇學生會3人組之一[4]。
- 朝風理沙
  - 她對颯有著朋友的感覺，模仿泉而叫他為「颯太」。白皇學生會3人組之一[4]。
- 霞愛歌：
  - 和小颯在咲夜的生日宴會上認識，二年級後開始同班。黃金週出國前路過三千院家時不小心被正在玩水的小颯和小凪噴到水，在三千院家洗澡的同時叫小颯去買內衣的時候把他玩弄在鼓掌之間。黃金週時去了一趟米克諾斯島將三千院帝的信交給小颯，之後在小颯與雛菊的沙灘排球事件後小颯說出為了答謝雛菊的幫忙卻不知怎麼做時，以他自掏腰包的條件推薦他將雅典的一家高級餐廳請雛菊吃晚餐。小颯隨後稱之愛師父（ラブ師匠）。
- 春風千櫻
  - 曾經以咲夜女僕的身份出現在小颯面前過。二年級後開始同班，之後小颯曾經一度覺得兩人有見過面但千櫻為了不認女僕的事曝光而堅決否認。黃金週之後千櫻因家裡失火而搬到紫之館，曾一度沉醉在小颯的按摩之中。在漫畫第371回中發現其可能對颯有好感。
- 貴島沙希
  - 對他有異性的意識，由於本身有男性恐懼症而完全避開對他的觸碰，令颯以為她對他非常嫌惡。
- 橘亘
  - 由於亘喜歡伊澄，而伊澄對颯有好感，因此對颯提出決鬥。在決鬥中因為颯詐敗，而對他非常嫌惡。後來亘偷偷地嗅伊澄遺下的披肩一事被球球知道，颯出手幫助阻止球球將這件事宣揚出去，因此對他非常感激，當他成為自己的偶像[29]。
- 球球
  - 最初球球因為他的「貧窮相」而看不起他，有時候會看不慣颯的舉動而想把它搞砸，但兩人可說是一搭一唱的好朋友。
- 克勞斯
  - 克勞斯認為颯沒有資格成為三千院的管家，經常希望把他趕走。曾被女裝的颯所吸引[16]，亦曾經於海中救過颯一命。在小凪被趕出三千院家後，將凪的母親——紫子的公館送給小颯等人。
- 瀨川虎鐵
  - 在女兒節活動喜歡上颯，但是由於他很纏人，所以颯對他十分討厭，但是對於他對主人（瀨川泉）的忠心還是十分認同。
- 天王州雅典娜（小雅）
  - 小颯幼稚園時候的女主人兼戀人，對颯有很大的執著，很保護颯，不過對颯的父母把給颯的戒指拿去當舖典當的事情有所於懷，後來跟颯吵架之後就再也沒看見彼此，至今颯還是想跟他道歉。[30] 後來小颯在雅典遇到她之後，雅典娜一開始不與她相認，但已被英靈附身的她內心卻向小颯喊救命，在小颯救出她之後，為了不讓小颯受到傷害，因此提出分手要求並對他說不會再回日本。在黃金週過後的某天出現在小颯的夢中告訴他兩件事：不能說出王城的事情、以及之後見到她要配合她所說的話。隔天見到不知何故變小的雅典娜並意外和雛菊成為她的「父母親」，在愛歌的請託下便暫時照顧這位正在修行的「公主」「雅莉絲」，雅典娜為了答謝他將一枚戒指給他後，小颯發現這是以前給雅典娜的戒指而確認這位少女就是雅典娜。
- 水蓮寺琉加
  - 在一場同人誌銷售會進行的同時，被捲入了小颯與法仙召喚的機器人的戰鬥而受重傷，之後隨即由小颯背她回工作崗位，以琉加親戚的身份幫忙打理演唱會。由於當時小颯是女裝裝扮，琉加誤以為小颯是位女性，之後應千櫻之邀時來到紫之館撞見因小凪要求再度穿上女裝的小颯，而小颯一直不敢對琉加坦承他的真實性別而和她見面時總是女裝打扮。之後小颯在擔任管家的同時也兼職她的健康管理，卻被琉加看到穿著管家服的小颯，而誤以為小颯有穿男裝的癖好，但最後還是發現他是男生這個事實。對小颯是有好感的。終於她表白成功，但小颯還是以自己作為管家不能談戀愛為由暫時回絕了。後來誤會千櫻跟她一樣表白未果，與其他人繼續保持良好的競爭關係。
- 法仙夜空
  - 在小颯護送球球前往紫之館時遭到她的攻擊。雖然她假裝不知情而隔天又到公寓對小颯說些曖昧的話，但在之後的同人誌銷售會當天為了奪回28代目的照片召喚機器人攻擊小颯，機器人被擊敗後在琉加的演唱會的後台親自下手。為了不影響演唱會的進行，小颯把照片交給了她。
- 小8
  - 曾經被颯在古拉斯所設的入職試打敗[31]，因此小8聲言要向他報仇。[32]
- 桂雪路、索尼亞·夏弗拿茲（修女）、冴木冰室
  - 當他們聚在一起的時候，小颯絕對不會有好事發生，反而比往常更慘。[33]
- 親人
  - 經歷了16年來的日子，特別是聖誕節那天被父母賣掉的時候已經對他們感到徹底絕望，因此當咲夜問自己說如果他父母願意改過自新則是否再願意接納他們時，小颯回答根本不會有那一天，由此可知他已經不再信任他的父母。但他卻想早日知道他哥哥的下落，在這段時間他哥哥帶給了他一絲絲溫暖。動畫版小颯幫小凪去橘亘接手經營的影視出租店還已過期的DVD，被橘亘問起是否要順便辦張會員卡，如此較為方便。卻發現父母已擅自幫他辦了但小颯並未知情，可能也被拿去向地下錢莊借錢(應該說除了基本的身分證件以外都被拿去抵押)，讓小颯第一次對他的父母感到無比痛恨。

## 動畫
- 動畫版的學生編號為1929979003906。 [7]

## 電視劇
就讀梧文技術學院三年級的凌奇颯，因為自己的父母的懶散，使得他從小就要努力打工，賺取一家人的生活費。
期後更被父母要求代為償還巨額債務。
如果還不出錢就要把小颯抓去賣器官。
小颯為了救小芷身受重傷，昏倒前拜託小芷能夠提供他一份包吃包住的工作。
為了保護大小姐，小颯陪同小芷一同進入白皇學院大學三年級就讀。

## 軼事
- 日本漫畫家畑健二郎於現在的twitter個人頁中，使用「綾崎颯」作為他的個人頭像。[34]
- 綾崎颯曾經在日本漫畫家椎名高志的作品《楚楚可憐超能少女組》中擔任路人及客串角色的身份。[35][36]